# National Resistance Movement
Das National Resistance Movement (NRM) (deutsch Nationale Widerstandsbewegung) ist eine politische Organisation in Uganda. Sie wird von Yoweri Kaguta Museveni, dem Präsidenten Ugandas, geführt und ist die bedeutendste politische Bewegung des Landes.

## Geschichte
Sie entstand als politische Nebenorganisation der National Resistance Army und bildete die Regierung, als Museveni 1986 an die Macht kam.  1988 folgte ein Friedensabkommen mit der Uganda People's Army (UPA) und der Uganda People's Democratic Army (UPDA), da sich bis dahin die Unruhen im Land noch nicht gelegt hatten.
1995 wurde das politische System Ugandas umgebildet, die National Resistance Army offiziell in Uganda People’s Defence Force umbenannt und das Movement wurde offiziell als wichtigste überparteiliche Basisorganisation des ugandischen Volkes festgelegt. 2003 wurde dies aber zu Gunsten eines freieren Mehrparteiensystems rückgängig gemacht.